# Miomir Cizmaș
Miomir Dobrivoi Cizmaș is de burgemeester van de gemeente Foeni, Timiș, Roemenië. Miomir Cizmaș werd gekozen op 6 juni 2004. Miomir Cizmaș is lid van de Democratische Partij. Anno 2017 was hij nog steeds burgemeester. Begin 2014 werd hij tot een voorwaardelijke gevangenisstraf en een boete veroordeeld vanwege medeplichtigheid aan omkoping bij een sigarettensmokkel aan de grens met Servië tussen 2010 en 2011.